# Tidal Wave (Taking Back Sunday)
Tidal Wave è il settimo album in studio del gruppo musicale statunitense Taking Back Sunday, pubblicato nel 2016.

## Tracce
1. Death Wolf – 4:12
2. Tidal Wave – 2:32
3. You Can't Look Back – 4:27
4. Fences – 3:37
5. All Excess – 3:35
6. I Felt It Too – 5:22
7. Call Come Running – 3:12
8. Holy Water – 4:19
9. In the Middle of It All – 3:12
10. We Don't Go in There – 4:01
11. Homecoming – 4:01
12. I'll Find a Way to Make It What You Want – 5:20